# Kiehn Berthelsen
Kiehn Berthelsen (ur. 8 maja 1925) – duński żużlowiec, występujący również na długim torze.

## Życiorys
Pięciokrotny medalista indywidualnych mistrzostw Danii: trzykrotnie złoty (Hillerød 1951, Middelfart 1953, Aarhus 1955), srebrny (Fredericia 1954) oraz brązowy (Odense 1952). Trzykrotny mistrz Danii w wyścigach na długim torze (1951, 1953, 1955). 
Czterokrotnie startował w eliminacjach indywidualnych mistrzostw świata, najlepszy wynik osiągając w Falköping w 1952 roku (XVI miejsce w finale kontynentalnym).
Startował w lidze brytyjskiej, w barwach klubu z Norwich.